# Линейни кораби тип „Хелголанд“
Хелголанд (на немски: Helgoland), често наричани също тип Остфризланд (на немски: Ostfriesland), са серия линейни кораби на Германския императорски военноморски флот от края на 1900-те – началото на 1910-те години. Втората серия дредноути на Германската империя, в сравнение с предшествениците от типа „Насау“ се отличават с увеличена с повече от 4000 тона водоизместимост, 305-мм артилерия на главния калибър и усилена бронева и подводна защита. В същото време линкорите от типа „Остфризланд“ все още съхраняват архаичното линейно-ромбично разположение на кулите на главния калибър, при което по всеки борд могат да стрелят само осем оръдия от дванадесетте. Освен това, консервативна се явява и силовата установка на корабите от този тип. Вместо станалите към това време стандарт парни турбини, корабите имат парни машини. В годините на Първата световна война всички четири кораба от серията влизат в състава на Флота на откритото море и активно се използват в бойните действия, в частност, в Ютландското сражение. Макар „SMS Ostfriesland“ през 1916 г. да е сериозно повреден при натъкване на мина, всички линкори от типа „Остфризланд“ преживяват войната и след капитулацията на Германия са интернирани от страните-победители. По един кораб получават Великобритания, САЩ, Франция и Япония, но още в периода 1921 – 1924 г. всичките линкори са дадени за скрап или са потопени в качеството на кораб-мишена.

## История на строителството
Количеството на корабите в серията се основава на Закона за флота от 1900 г., който предвижда строителството на линкори в съответствие с формирането на ескадри по осем кораба. Всяка ескадра включва две дивизии по четири дредноута.
Линкорите от типа „Остфризланд“ са съвместими с типа „Насау“ по скорост, въоръжение, мореходност, тип гориво и далечина на действие.
Проекта за линкора „Остфризланд“ е разработен от проектното бюро на Имперското морско ведомство в периода 1907 – 1908 г.
В качество на базов е взет линкора „Насау“. Дредноутите от типа „Остфризланд“ са последователно и планомерно развитие на типа „Насау“. Важен отличителен фактор става същественото изменение на тегловите натоварвания поради прехода към нов, по-голям калибър на главната артилерия.
За този нов тип кораби с нов главен калибър са направени немалки финансови вложения.
Всичко в периода 1908 – 1912 г. са построени четири линкора от типа „Остфризланд“: три – в рамките на корабостроителната програма за 1908/1909 г. и четвъртият – според програмата за 1909 – 1910 г. Впоследствие линкорите преминават модернизация, заключаваща се в увеличаването на максималния ъгъл на възвишение на оръдията на главния калибър от 13,5° до 16°, освен това в годините на войната две от техните 88-мм противоминни оръдия са заменени със зенитни със същия калибър.

## Конструкция
Корпуса им представлява увеличен по размери корпус на предходните дредноути. Отчитайки увеличаването на водоизместимостта с 20% (4000 тона), дължината с 21 метра, за запазване на предишното газене конструкторите увеличават ширината им с почти 2 метра. Набора на корпуса включва 137 шпангоута (шпангоут „0“ е по оста на балера на руля, 6 минусови и 130 плюсови шпангоута). Шпацията е равна на 1,20 м. Номерацията на шпангоутите, преградите и отсеците върви от кърмата към носа. Надлъжната здравина освен от вертикалния кил се осигурява по всеки борд от девет надлъжни връзки, от които стрингерите II, V и VII са водонепроницаеми. Оставането на изискването за съхраняването на газенето при пълен товар на не повече от 8,9 метра е с причина размерите и дълбочината на Килския канал и неговите шлюзове.
Водоизместомост: 22 440 дълги тона нормална, 25 200 т пълна. Корабите имат по два паралелни полубалансирни руля, осите на които са разположени на 2,8 метра от диаметралата. Цялата система на рулевото управление повтаря предходния тип.

### Брониране
Бронирането – пояс: 80 – 300 мм, траверси: 90 – 210 мм, палуба 55 – 80 мм, барбети: 60 – 300 мм, каземати на противоминния калибър: 170 мм, командирска рубка: 100 – 300 мм. Кулите на главния калибър имат 300 мм челни плочи, 250 мм бордове и 290 мм тилна част. Наклонената под ъгъл 15° предна част на покрива е със 100 мм дебелина, а плоската – 70 мм.

### Енергетична установка
Енергетична установка – 15 котли тип Шулц-Торникрофт; 4-цилиндрови парни машини с тройно разширение; мощност – 28 000 к.с. Скорост – 20,8 възела максимална, 20,5 възела пълна, 10 възела икономична. Линкорите имат три четирилопастни гребни винта с диаметър 5,1 м и стъпка 6,75 м. Десния винт има дясно въртене, централния и левия – на ляво. Пълният запас въглища на корабите от този тип съставлява 3045…3200 тона. Електроенергията с напрежение от 225 В кораба получава от осем турбогенератора с обща мощност 2000 кВт. Турбогенераторите са произведени от държавните електромеханически работилници във Вилхелмсхафен, а също и от частни заводи. Всеки генератор има мощност 250 кВт (2-котвен тип за 190+60 кВт).

### Въоръжение

#### Артилерия
6×2 305-мм оръдия SKL/50: оръдията стрелят с 450 кг бронебойни снаряди с начална скорост 762 м/с на далечина 16,2 км. Бронебойните снаряди олекотен тип тежат 405,5 кг – като това позволява да се увеличи далечината на стрелба до 18 000 м. През 1915 г., ъглите на снижение и възвишение на стволовете са изменени на 5,5 и 16°, което увеличава далекобойността до 20,4 км. 14 × 1 150-мм оръдия SKL/45 в каземати в бордова батарея, 14 × 1 88-мм оръдия SK.L/45 в батарея и на надстройките, две 60 мм десантни оръдия SBtsKL/21, две 8 мм картечници, шест 500 мм подводни торпедни апарата. Оръдейните кули на главния калибър са разположени подобно на „Насау“, но благодарение на по-голямата ширина на корпуса барбетите на средните кули повече отстоят от бордовете.
В оръжейните стаи на корабите се съхраняват 410 винтовки образец 1898 г. и от 99 до 130 пистолета образец 1904 г..

## Представители
| Название                       | Корабостроителница                            | Заложен           | Спускане на вода  | Влизане в строй   | Съдба                              |
| ------------------------------ | --------------------------------------------- | ----------------- | ----------------- | ----------------- | ---------------------------------- |
| „Остфризланд“ SMS Ostfriesland | корабостроителница на флота във Вилхелмсхафен | 19 октомври 1908  | 30 септември 1909 | 15 септември 1911 | потопен като мишена на 21 юли 1921 |
| „Хелголанд“ SMS Helgoland      | Howaldtswerke, Кил                            | 24 септември 1908 | 25 септември 1909 | 19 декември 1911  | продаден за скрап през 1924        |
| „Тюринген“ SMS Thüringen       | Weser, Бремен                                 | 7 ноември 1908    | 27 ноември 1909   | 10 септември 1911 | продаден за скрап през 1923        |
| „Олденбург“ SMS Oldenburg      | Schichau, Данциг                              | 1 март 1909       | 30 юни 1910       | 1 юли 1912        | продаден за скрап през 1921        |

## Оценка на проекта
|                                              | „Юта“ · САЩ              | „Колосус“ · Великобритания | „Хелголанд“ · Германия           | „Кавачи“ · Япония                                   |
| -------------------------------------------- | ------------------------ | -------------------------- | -------------------------------- | --------------------------------------------------- |
| Заложен                                      | 1909                     | 1909                       | 1908                             | 1910                                                |
| Влизане в строй                              | 1911                     | 1911                       | 1911                             | 1912                                                |
| Водоизместимост, нормална, т                 | 22 174                   | 19 995                     | 22 806                           | 21 156                                              |
| Пълна, т                                     | 23 400                   | 23 063                     | 24 700                           | 23 266                                              |
| Тип СУ                                       | ПТ                       | ПТ                         | ПМ                               | ПТ                                                  |
| Проектна мощност, к.с.                       | 28 000                   | 25 000                     | 28 000                           | 25 000                                              |
| Проектна максимална скорост, въз.            | 20,75                    | 21                         | 20,5                             | 20                                                  |
| Далечина на плаване, мили (на скорост, въз.) | 6680 (10)                | 6680 (10)                  | 5500 (10)                        | 2700 (18)                                           |
| Брониране, мм                                |                          |                            |                                  |                                                     |
| Пояс                                         | 279                      | 279                        | 300                              | 305                                                 |
| Палуба                                       | 35 – 63                  | 45 – 100                   | 55 – 80                          | 30                                                  |
| Кули                                         | 305                      | 279                        | 300                              | 280                                                 |
| Барбети                                      | 254                      | 279                        | 300                              | 280                                                 |
| Рубка                                        | 292                      | 279                        | 300                              | 254                                                 |
| Схема на разположението на въоръжението      |                          |                            |                                  |                                                     |
| Въоръжение                                   | 5×2×305/45 16×1×127 2 ТА | 5×2×305/50 16×1×102 3 ТА   | 6×2×305/50 14×1×150 14×1×88 6 ТА | 2×2×305/50 4×2×305/45 10×1×152 8×1×120 12×1×76 5 ТА |